# Poczinki (rejon łokniański)
Poczinki (ros. Починки) – wieś (ros. деревня, trb. dieriewnia) w zachodniej Rosji, w wołoscie Podbieriezinskaja (osiedle wiejskie) rejonu łokniańskiego w obwodzie pskowskim.

## Geografia
Miejscowość położona jest nad rzeką Łować (dopływ Łokni) i bagnem Wiazowiec, 6,5 km od centrum administracyjnego osiedla wiejskiego (Podbieriezje), 31 km od centrum administracyjnego rejonu (Łoknia), 175 km od stolicy obwodu (Psków).

## Demografia
W 2010 r. miejscowość nie posiadała mieszkańców.